# Espacio muerto anatómico

1: Tráquea
2: Arteria pulmonar
3: Vena pulmonar
4: Conducto alveolar
5: Alvéolos
6: Corte cardíaco
7: Bronquiolos
8: Bronquios terciarios
9: Bronquios secundarios
10: Bronquios primarios
11: Laringe

Se conoce como espacio muerto anatómico a las vías de conducción en las que permanece el volumen inhalado de aire sin llegar a los alvéolos. El volumen aproximado de este espacio es de 150 ml y matemáticamente es igual a la diferencia entre volumen corriente y ventilación alveolar. Este espacio incluye las siguientes estructuras:
- Nariz
- Boca
- Faringe
- Laringe
- Tráquea
- Bronquios
- Bronquiolos